# Anolis monensis
Anolis monensis este o specie de șopârle din genul Anolis, familia Polychrotidae, descrisă de Stejneger 1904. Conform Catalogue of Life specia Anolis monensis nu are subspecii cunoscute.